# Subprefeituras do Japão
Subprefeitura do Japão (支庁, shichō) são uma forma japonesa de autogoverno que se concentra em questões locais abaixo do nível da prefeitura. Atua como parte da maior administração do estado e como parte de um sistema de autogoverno.

## História
Eles receberam uma forma definitiva em 1878 (Meiji 11). 
O governo Meiji estabeleceu a subprefeitura (郡, -gun) como uma unidade administrativa.
Em 1888 (Meiji 21), a subprefeitura como forma de autogoverno foi oficialmente reconhecido como mais gerais do que corporações cívicas como cidades, vilas e aldeias.
Certas prefeituras do Japão são agora,ou já foram, divididos em subprefeituras. A subprefeitura é a jurisdição em torno de uma "filial" do governo das prefeituras. Normalmente, a área de uma subprefeitura consiste em algumas para uma dúzia de cidades, vilas e/ou aldeias. subprefeituras são formadas para prestar serviços ao governo das prefeituras em áreas geograficamente remotas. Geralmente não são usados em endereços postais.

## Subprefeituras atuais
- Hokkaidō, a maior prefeitura por área no Japão, foi dividida em catorze subprefeituras. Estas foram formadas em 1897. As subprefeituras não incluíam grandes cidades, como Sapporo e Hakodate, até 1922. Em 2010 elas foram substituídas por 9 Bureaus Geral subprefeitural e 5 Bureaus subprefeitural. Ver: subprefeituras em Hokkaidō
- Kagoshima tinha duas subprefeituras, Ōshima e Kumage, localizadas em Amami e Nishinoomote respectivamente. Elas cobrem as ilhas entre Kagoshima e Okinawa.
- Miyazaki contém uma subprefeitura única, Nishiusuki,um distrito montanha remota no canto noroeste da prefeitura.
- Tóquio contém quatro subprefeituras que prestam serviços administrativos aos residentes de determinadas ilhas periféricas sob o governo metropolitano de Tóquio. As quatro filiais estão localizadas na Hachijo,[3] Miyake,[4] Ogasawara[5] e Ōshima.[6]
- Shimane contém uma subprefeitura que regula as ilhas de Oki. Este é o escritório do governo japonês mais próximo para Liancourt Rocks, um pequeno grupo insular da Coreia do Sul, mas reivindicado pelo Japão.
- Yamagata é dividido em quatro subprefeituras, cada uma delas localizada em uma das quatro principais áreas urbanas da prefeitura (Yamagata, Shinjo, Yonezawa e Planícies de Shonai).

## Subprefeituras históricas
- Hyōgo, outra prefeitura geograficamente grande, foi dividida em dez subprefeituras, mas estas agora são conhecidas como escritórios de cidadãos (県民局, kenmin-kyoku).
- Chiba foi dividida em cinco subprefeituras até 2003, quando as filiais foram renomeadas centros dos cidadãos (県民センター, kenmin-sentā).
- Nagasaki tinha três subprefeituras que prestam serviços ao periféricas ilhas de Tsushima, Iki e Goto. Elas foram substituídas por Escritórios Regionais e depois por Escritórios distritais.
- Okinawa tinha duas subprefeituras, Miyako e Yaeyama, localizada nas ilhas de Miyakojima e Ishigaki respectivamente. Esses escritórios forneceram serviços governamentais de prefeituras aos arquipélagos isolados em torno de ambas as ilhas. Foram abolidos em março de 2009 e os deveres assumidos pelos governos da cidade de Miyakojima (Okinawa), Distrito de Miyako, cidade de Ishigaki (Okinawa), e Distrito de Yaeyama.

Além disso, em 1907, o Japão formou Karafuto (prefeitura) para governar a ilha de Sakhalin. Karafuto foi dividida em quatro subprefeituras: Toyohara (no presente Yuzhno-Sakhalinsk), Maoka (no presente Kholmsk), Esutoru (no presente Uglegorsk) e Shikuka (no presente Makarov).
Um número de ilhas conquistadas pelo Japão no Tratado de Versalhes foram colocados sob a direção de um Prefeitura do Pacífico Sul (南洋庁, Nan'yōchō) de 1922 a 1945. Esta foi dividida em seis subprefeituras, nas ilhas de Saipan, Yap, Palau, Truk, Pohnpei e Jaluit. Em novembro de 1943, as seis subprefeituras foram incorporadas em subprefeituras "do leste", "ocidental" e "do norte", que permaneceu no lugar até a rendição do Japão.
Taiwan durante o governo japonês inicialmente tinha suas prefeituras – ken (県), mais tarde denominado shū (州) e chō (庁) – subdividido em shichō. A maioria das subprefeituras posteriores foram nomeadas gun (郡, também "distritos"). 
Alguns textos em inglês traduzem "subprefeitura" de forma diferente, usando-o em vez disso chō de Taiwan, que eram prefeituras remotas que eram muito menos povoadas, uma vez considerada "sub-", ou "menor", prefeituras, ex., Hoko (os Pescadores), Karenko (Hualian) e Taito (Taitung). A 'offshore Hōko' foi o lar das últimas duas subprefeituras restantes chamadas shichō: Makō (馬公支廳) e Mōan (望安支廳). 

(Ver: Divisões políticas de Taiwan (1895–1945))